# Meurtre de Tammy Alexander
 (août 2023).
La mise en forme du texte ne suit pas les recommandations de Wikipédia : il faut le « wikifier ».
Les points d'amélioration suivants sont les cas les plus fréquents. Le détail des points à revoir est peut-être précisé sur la page de discussion.
- Les titres sont pré-formatés par le logiciel. Ils ne sont ni en capitales, ni en gras.
- Le texte ne doit pas être écrit en capitales (les noms de famille non plus), ni en gras, ni en italique, ni en « petit »…
- Le gras n'est utilisé que pour surligner le titre de l'article dans l'introduction, une seule fois.
- L'italique est rarement utilisé : mots en langue étrangère, titres d'œuvres, noms de bateaux, etc.
- Les citations ne sont pas en italique mais en corps de texte normal. Elles sont entourées par des guillemets français : « et ».
- Les listes à puces sont à éviter, des paragraphes rédigés étant largement préférés. Les tableaux sont à réserver à la présentation de données structurées (résultats, etc.).
- Les appels de note de bas de page (petits chiffres en exposant, introduits par l'outil «  Source ») sont à placer entre la fin de phrase et le point final[comme ça].
- Les liens internes (vers d'autres articles de Wikipédia) sont à choisir avec parcimonie. Créez des liens vers des articles approfondissant le sujet. Les termes génériques sans rapport avec le sujet sont à éviter, ainsi que les répétitions de liens vers un même terme.
- Les liens externes sont à placer uniquement dans une section « Liens externes », à la fin de l'article. Ces liens sont à choisir avec parcimonie suivant les règles définies. Si un lien sert de source à l'article, son insertion dans le texte est à faire par les notes de bas de page.
- La présentation des références doit suivre les conventions bibliographiques. Il est recommandé d'utiliser les modèles {{Ouvrage}}, {{Chapitre}}, {{Article}}, {{Lien web}} et/ou {{Bibliographie}}. Le mode d'édition visuel peut mettre en forme automatiquement les références.
- Insérer une infobox (cadre d'informations à droite) n'est pas obligatoire pour parachever la mise en page.

Pour une aide détaillée, merci de consulter Aide:Wikification.
Si vous pensez que ces points ont été résolus, vous pouvez retirer ce bandeau et améliorer la mise en forme d'un autre article.
 (août 2023).
Tammy Jo Alexander (2 novembre 1963 - 9 novembre 1979) était une adolescente américaine  retrouvée assassinée dans le village de Caledonia, New York le 10 novembre 1979. Elle avait été tuée de deux balles, puis abandonnée dans un champ situé près de la route 20, non loin de la rivière Genesee, après avoir fui son domicile à Brooksville, en Floride, au début de l’année 1979. Pendant plus de trente ans, son identité est restée inconnue : on la surnommait alors Caledonia Jane Doe ou Cali Doe. Ce n’est que le 26 janvier 2015 que la police du comté de Livingston, dans l’État de New York, a révélé son identité, soit 35 ans après sa mort.
Alexander avait 16 ans lorsqu'elle a été assassinée, bien que son âge n'ait pas été clairement établi par les enquêteurs à l'époque. La plupart des preuves médico-légales potentielles ont été emportées par de fortes pluies la nuit de sa mort, mais les enquêteurs ont su qu'elle venait d'une région lointaine et plus chaude parce qu'elle avait des lignes de bronzage sur le haut du corps. Les progrès technologiques ont permis aux enquêteurs d'utiliser de nouvelles techniques médico-légales qui se sont rapidement améliorées pour évaluer les traces qu'ils avaient recueillies et, après une extraction réussie de l'ADN de ses restes en 2005 et une analyse palynologique des vêtements de Tammy, ils ont conclu qu'elle avait passé du temps en Floride, dans le sud de la Californie, en Arizona ou dans le nord du Mexique avant sa mort,,. Une analyse ultérieure des isotopes présents dans ses os confirmerait cette conclusion. En outre, un portrait de Tammy a été réalisé à partir d'une reconstitution faciale, dans l'espoir que quelqu'un la reconnaisse. Il a également été mis en ligne dans une base de données publique en 2010.
L'identification de Tammy a été rendue possible grâce à une combinaison de facteurs. En 2014, de nouvelles recherches sont lancées par la demi-sœur de Tammy et un ami proche du lycée, celles-ci aboutissent au dépôt d'un nouveau rapport de personne disparue auprès de la police du comté de Hernando, en Floride. Carl Koppelman, l'auteur de la photo reconstituée, informe le bureau du shérif du comté de Livingston d'une correspondance potentielle entre les deux photos. En 2015, une analyse complémentaire de l'ADN mitochondrial (ADNmt) a confirmé une correspondance avec la demi-sœur de Tammy sur la base des résultats de l'analyse ADN de 2005.
Le cas Tammy Alexander a été très médiatisé à l'époque où elle n'était pas identifiée, et la police du comté de Livingston a continué à traiter des milliers de pistes. L'enquête s'est enlisée en 1980, ce qui a conduit les responsables du comté à organiser son enterrement en tant que "fille non identifiée" au cimetière de Greenmount à Dansville, New York. En 1984, le tueur en série Henry Lee Lucas a avoué le crime, mais sa déclaration n'a pas été considérée comme crédible. L'auteur reste à ce jour non identifié.

## Contexte
Tammy Jo Alexander est née à Atlanta, en Géorgie, le 2 novembre 1963, et a fait ses études secondaires à Brooksville, en Floride. Pamela Dyson, la demi-sœur de Tammy, pense que cette dernière est partie pour échapper à un foyer turbulent. Dyson n'avait pas le même père que Tammy et, après l'âge de 11 ans environ, elle a vécu avec sa grand-mère paternelle. Selon Dyson, le père biologique de Tammy ne faisait pas partie de la vie de la jeune fille ; elle a grandi avec leur mère, Barbara Jenkins, et un beau-père. Leur mère était devenue dépendante aux médicaments et était émotionnellement instable, faisant des crises de colère. "Elle prenait des médicaments sur ordonnance", dit Dyson à propos de Jenkins. "Elle était suicidaire. Je pense qu'elle avait des problèmes à l'époque qu'ils n'avaient pas diagnostiqués".
Barbara travaillait comme serveuse dans un relais routier et a été rejointe par Tammy lorsqu'elle était adolescente. À cette époque, Tammy avait l'habitude de fuguer. Son amie, Laurel Nowell, a déclaré qu'elles avaient parfois fait de l'auto-stop avec des camionneurs, et qu'elles avaient même voyagé ensemble jusqu'en Californie. Une fois arrivées là-bas, Laurel Nowell a appelé ses parents, qui leur ont payé des billets d'avion afin qu'elles puissent retourner en Floride. Barbara est décédée le 17 janvier 1998, à l'âge de 56 ans. Sa notice nécrologique mentionnait Tammy comme décédée, ce que la famille avait supposé être le cas à ce moment-là.
Jusqu'à l'identification de son corps, Dyson croyait que sa demi-sœur avait refait sa vie quelque part loin de sa mère et de son beau-père. Elle avait espéré qu'elle avait un ménage heureux, avec un mari et des enfants. "Je pensais qu'elle voulait juste partir et tout recommencer", a déclaré Dyson.

### Mort et découverte du corps
Le corps de Tammy a été découvert le matin du 10 novembre 1979 par un fermier de Caledonia, 37 km environ au sud-ouest de la ville de Rochester. Le fermier a vu des vêtements rouges dans l'un de ses champs de maïs près de la rivière Genesee et est allé enquêter, croyant avoir repéré un chasseur présent illégalement sur son champ. Il a finalement trouvé le corps d'une jeune femme et a averti la police peu de temps après,.
Le corps de Tammy était entièrement vêtu et ne montrait aucun signe d'agression sexuelle. Les enquêteurs ont d'abord jugé qu'elle était décédée d'une grave hémorragie causée par deux blessures par balle, une à la tête au-dessus de l'œil droit et une dans le dos. La blessure à la tête indiquait qu'elle ne s'était apparemment pas retournée et n'a pas bougé, phénomène courant d'un tir à la tête, et la blessure d'entrée suggérait une surprise totale. Ses poches étant retournées pour indiquer que toute pièce d'identité qu'elle portait sur elle avait été enlevée, les enquêteurs l'ont  appelée "Caledonia Jane Doe" ou "Cali Doe" dans le cadre de leurs travaux d'identification,.
L'autopsie pratiquée par le médecin légiste a indiqué que Tammy avait d'abord reçu une balle dans la tête alors qu'elle se trouvait près de la route bordant le champ de maïs, au niveau ou à proximité d'une tache de sang trouvée sur le sol. Elle a été traînée dans le champ de maïs, où elle a reçu une nouvelle balle dans le dos et a été laissée pour morte. Les fortes pluies qui se sont abattues la nuit de sa mort ont emporté une grande partie des preuves médico-légales potentielles, telles que les traces physiques et d'ADN de l'auteur sur son corps et ses vêtements,,.

## Enquête

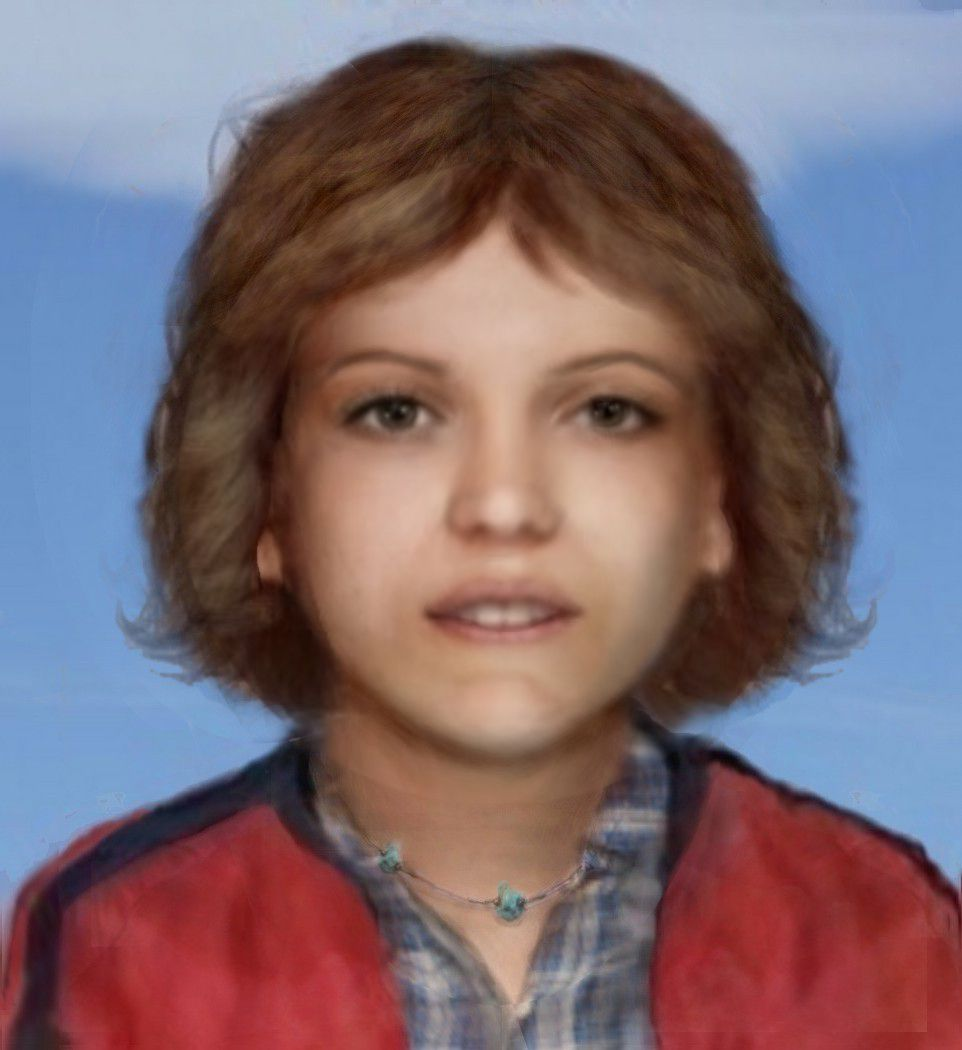
Une reconstruction faciale de Tammy réalisée en 2010. L'artiste, Carl Koppelman, a fait correspondre ce portrait à une vraie photo de Tammy.

Dans les années 1980, John York, qui avait été l'un des premiers shérifs adjoints du comté de Livingston à entrer en scène en 1979, a été élu shérif. Il a occupé ce poste jusqu'en 2013 et a veillé à ce que l'enquête sur Cali Doe reste active. Avant qu'elle ne soit identifiée, on estimait que Tammy était morte entre 13 et 19 ans (née entre 1958 et 1967). Elle était également estimée mesurer 1,60 m et peser 54 kg,. Tammy a été décrite comme ayant des yeux bruns et des cheveux ondulés brun clair, longs jusqu'aux épaules, qui avaient été éclaircis sur le devant environ quatre mois avant sa mort et qui étaient en train de pousser. Ses ongles d'orteils étaient peints avec du vernis couleur corail.
Tammy présentait des lignes de bronzage visibles produites par un dos nu ou un bikini, ce qui indique qu'elle venait probablement d'une région où le soleil était abondant en octobre-novembre, car les lignes de bronzage étaient peu courantes dans les années 1970 et le nord de l'État de New York n'était pas considéré comme suffisamment chaud ou ensoleillé pour ce type de bronzage à cette époque,. Elle avait des taches de rousseur à l'arrière des épaules et de l'acné sur le visage et la poitrine.
Les dents de Tammy étaient dans leur état naturel, sans restaurations ni plombages. Il semble qu'elle n'ait jamais reçu de soins dentaires. Certaines de ses premières et deuxièmes molaires permanentes présentaient de graves caries dentaires. Conformément à son jeune âge, aucune de ses troisièmes molaires permanentes (dents de sagesse) n'avait fait éruption. Son groupe sanguin était A-.
Plusieurs heures avant sa mort, Tammy avait ingéré du maïs doux, des pommes de terre et du jambon cuit en conserve. Ces aliments provenaient probablement d'un restaurant de la ville voisine de Lima, où une serveuse l'avait vue manger en compagnie d'un homme adulte. Lors de l'exhumation, plusieurs dents de la victime ont été envoyées pour analyse minéralogique et isotopique. La composition de ses dents pourrait être liée à la composition et à la teneur en minéraux des réserves régionales d'eau potable en Amérique du Nord, ce qui permettrait aux enquêteurs de déterminer où elle a pu être élevée,. Les premiers résultats concernant le rapport isotopique 18O/16O de l'oxygène dentaire indiquent qu'elle a pu passer ses premières années dans la région sud/sud-ouest des États-Unis.
Alexander portait un K-way pour homme doublée de nylon rouge avec des rayures noires sur les bras, marquée à l'intérieur de l'étiquette "Auto Sports Products, Inc.", une chemise boutonnée à carreaux multicolores pour garçon avec col, un pantalon en velours côtelé beige, des mi-bas bleus, un soutien-gorge blanc, et une culotte bleue. Elle portait des chaussures marron à semelles ondulées. La veste rouge Auto Sports Products a été produite en tant qu'article promotionnel unique et n'a pas pu être retrouvée après la distribution. Elle portait également un collier en argent avec trois petites pierres turquoises. Le collier avait une apparence artisanale et ressemblait à des répliques de bijoux amérindiens fabriqués dans le sud-ouest des États-Unis,. Deux porte-clés en métal étaient attachés aux passants de ceinture avant de son pantalon, l'un en forme de cœur avec une découpe en forme de clé et portant les mots "Celui qui détient la clé peut ouvrir mon cœur", l'autre en forme de clé destinée à ajuster la découpe dans le cœur,. Les porte-clés ont été vendus dans des distributeurs automatiques le long du New York State Thruway, ce qui a amené les enquêteurs à conclure qu'elle et son assassin avaient emprunté cette route.

### Preuve liée au pollen
En 2006, une palynologie médico-légale a été effectuée sur les vêtements portés par la victime. Paul Chambers, un enquêteur récemment engagé par le bureau du médecin légiste du comté de Monroe, a demandé et obtenu l'autorisation d'envoyer les vêtements de la victime au laboratoire de palynologie de l'université A&M du Texas. Parmi les types de pollen trouvés sur les vêtements, il y avait des grains de Casuarina (pin australien ou "chêne vert"), de Quercus (chêne), de Picea (épicéa) et de Betula (bouleau). Les grains de pollen des vêtements ont été comparés à un échantillon témoin de grains de pollen prélevés directement sur le site rural de New York où le corps avait été retrouvé en 1979,.
Le chêne pousse partout aux États-Unis, et l'épicéa et le bouleau poussent à New York, et parmi de nombreux autres endroits du pays. Mais aucun grain de pollen de chêne, d'épicéa ou de bouleau n'a été trouvé dans l'échantillon de contrôle, et ni épinette ni bouleau n'ont été trouvés poussant près du site où son corps a été déposé. Le pollen d'épinette et de bouleau sur le corps non identifié provenait d'espèces communes dans les régions montagneuses de Californie.
Le pin australien est une espèce d'arbre envahissant qui pousse dans un nombre limité d'endroits en Amérique du Nord : le sud de la Floride ; le sud du Texas ; certaines parties du Mexique; les campus de l'Université d'Arizona et de l'Arizona State University ; et trois régions de Californie : la baie nord de San Francisco, la région de San Luis Obispo et la région de San Diego. L'arbre ne peut pas survivre aux saisons d'automne et d'hiver dans le climat tempéré de l'ouest de New York, où le corps a été retrouvé,. Ainsi, les enquêteurs savaient que Tammy et ses vêtements avaient acquis les grains de pollen de Casuarina à un endroit autre que là où son corps a été retrouvé.
Les chercheurs ont estimé que la Californie du sud et la région de San Diego constituaient le meilleur emplacement géographique pour la correspondance des empreintes polliniques avec les grains provenant des vêtements. Sur la base des preuves polliniques et des lignes de bronzage visibles de la jeune fille, les chercheurs ont suggéré qu'elle avait peut-être vécu dans le sud-ouest des États-Unis, près de San Diego, puis voyagé (peut-être en auto-stop) à travers les montagnes de la Sierra Nevada, où poussent les épicéas et les bouleaux, en passant par Reno, au Nevada, et finalement à travers le pays jusqu'au nord de l'État de New York,,. Un réexamen des grains en 2012 a conclu, une fois de plus, qu'ils ne pouvaient provenir que de Californie, d'Arizona ou de Floride.

## Identification
Tammy a été officiellement identifiée le 26 janvier 2015, plus de 35 ans après sa mort. Laurel Nowell, une amie proche du lycée originaire de Floride, avait essayé de joindre Tammy dans les années 2010 via les réseaux sociaux. Elle a finalement rejoint la demi-sœur de Tammy, Pamela Dyson, de Panama City. Pamela savait que Tammy s'était souvent enfuie de chez elle, mais elle n'avait plus vécu avec elle depuis ses 11 ans. Elle a appris que personne dans sa famille ne savait où se trouvait Tammy depuis que la jeune fille était partie entre 1977 et 1979. Un ex-petit ami de la victime a confirmé qu'il l'avait vue pour la dernière fois au printemps 1979. On pense que la victime a fait du stop alors qu'elle travaillait comme serveuse au relais routier appartenant à ses parents.
Pamela et Laurel se sont inquiétées du fait que Tammy ait pu être victime d'un crime après avoir quitté son domicile. Pamela a déclaré que sa mère avait signalé sa disparition, mais elle a depuis pensé que, étant donné que sa fille avait des antécédents de fugue et de retour, la police n'avait peut-être pas pris l'affaire au sérieux. En août 2014, le bureau du shérif du comté de Hernando leur a déclaré qu'aucun rapport de disparition n'avait été déposé à son sujet et en a rapidement déposé un.
En 2010, Carl Koppelman, un artiste californien, avait dessiné le portrait de "Caledonia Jane Doe" et l'avait publié dans le Système National des Personnes Disparues et Non Identifiées (NamUs). En 2014, il est tombé sur le signalement d'une "personne disparue" en tant que modérateur de la communauté en ligne Websleuths, où des bénévoles tentent d'élucider des affaires non résolues, notamment celles de cadavres non identifiés. En observant le signalement de Tammy, il a rapidement compris qu'il s'agissait de la même personne. Il a envoyé un courrier au bureau du shérif du comté de Livingston (avec copie à l'administrateur régional de NamUs, au National Center for Missing and Exploited Children (NCMEC) et au bureau du shérif du comté de Hernando) pour leur faire part de la forte ressemblance entre les deux images. La police a pris des dispositions pour prélever un échantillon d'ADN sur Pamela.
En janvier 2015, le bureau du médecin légiste du comté de Monroe a constaté que l'ADNmt prélevé sur le corps non identifié correspondait à celui de Pamela, confirmant que la victime était sa demi-sœur. Une semaine plus tard, le 26 janvier 2015, le shérif du comté de Livingston, Thomas Dougherty, a annoncé lors d'une conférence de presse que l'inconnue de Caledonia avait été identifiée après 35 ans,.
Pamela a indiqué que la famille avait décidé de maintenir l'enterrement de Tammy à Dansville, dans l'État de New York, et qu'elle prévoyait d'y organiser un service funèbre. "Je suis vraiment heureuse de pouvoir tourner la page", a-t-elle déclaré. "Mais cela fait mal de savoir qu'elle est morte de cette façon. C'est terrible, personne ne devrait être abattu et traîné dans les bois". La société Dougherty Funeral Home de Livonia, dans l'État de New York, a déclaré avoir payé pour que la pierre tombale portant la mention "Jane Doe" soit enlevée et remplacée par une pierre portant la mention "Tammy Jo Alexander". Une cérémonie publique a eu lieu le 10 juin 2015, lorsque la nouvelle pierre tombale, portant le nom et l'âge de la victime, a été dévoilée. Une centaine de membres de la famille et de la communauté y ont assisté. Pamela et d'autres membres de la famille Alexander ont remercié la police et la communauté de Livingston pour l'attention qu'ils ont portée à Tammy et pour leurs efforts continus en vue de retrouver son meurtrier. Depuis, Pamela a exhorté les membres des familles de personnes disparues à entrer les sujets dans NamUs, affirmant que cette base de données avait joué un rôle essentiel dans l'identification de sa sœur,.
Le bureau du shérif du comté de Livingston a publié trois extraits audio de la voix de Tammy le 2 novembre 2020, ce qui aurait été le 57e anniversaire de la victime. On pense qu'elle a enregistré ces audios en juillet 1979 sur une cassette qu'elle a envoyée à son petit ami, qui l'a gardé en sa possession jusqu'à ce qu'il la fournisse au bureau d'investigation.

## Meurtrier

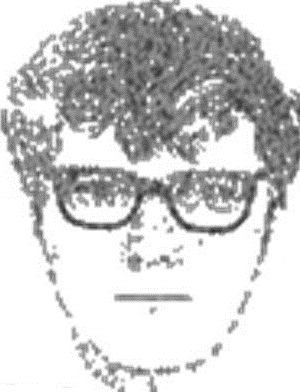
Une composition faciale de l'homme vu avec Tammy Alexander avant son meurtre.

Le shérif Dougherty a déclaré que l'enquête se concentrerait désormais sur la découverte de l'identité de l'assassin de Tammy. "Nous avons toujours dit que l'un des aspects les plus importants pour résoudre cette affaire était de connaître la victime", a-t-il déclaré aux médias. "Cette affaire est brûlante. . . Nous allons travailler plus dur que jamais. » L'ancien shérif York a déclaré plus tard que plus de 10 000 pistes avaient déjà fait l'objet d'une enquête dans cette affaire.
Tammy a été vu avec un homme blanc mesurant entre 1,75 et 1,80 m. Il a été vu au volant d’un break beige et portait des lunettes noires à monture métallique. L'homme a été considéré comme suspect potentiel dans cette affaire, et la police continue de rechercher son identité. La serveuse du restaurant, qui les a servi le soir de la mort de Tammy, a expliqué que l'homme avait payé le repas.
En 1984, le tueur en série Henry Lee Lucas a avoué le meurtre de la jeune fille non identifiée, sans l'identifier. Les enquêteurs n'ont pas pu trouver suffisamment de preuves pour étayer ses aveux. À une certaine époque, un shérif aujourd'hui à la retraite avait émis l'hypothèse que Christopher Wilder, connu pour ses nombreux meurtres de femmes dans les années 1980, pourrait en être responsable. Cette théorie était due à l'intérêt de Wilder pour les courses automobiles, et la veste de Tammy était de la même marque de marchandise que Wilder avait l'habitude d'acheter. Wilder a été tué dans une fusillade policière en 1984 avant qu'un entretien sur l'affaire puisse avoir lieu.
La police suppose que l'arme du crime utilisée par le tueur était un pistolet de calibre 38. . Les enquêteurs ont trouvé une balle usagée dans la terre sous le corps de la jeune fille, qu'ils ont comparée à des centaines d'autres balles tirées par des armes confisquées. Malgré les efforts déployés par les enquêteurs pour retrouver des armes provenant des États-Unis, du Canada, d'Europe et du Mexique, la balle n'a pas pu être associée à une arme spécifique.
Le FBI a affiché des panneaux publicitaires dans tout le pays sur le meurtre de Tammy dans le but d'obtenir de nouvelles informations auprès du public. Fin février 2015, le bureau du shérif du comté de Livingston a déclaré avoir reçu beaucoup plus de renseignements depuis l'identification de Tammy, suffisamment pour élaborer un scénario des événements qui ont conduit à l'arrivée de la jeune fille à Caledonia. Un camionneur du Tennessee a rapporté ce que la police a qualifié de piste « significative » après avoir entendu une émission de radio détaillant l'affaire.
En mars 2015, le département a déclaré que Tammy avait des liens avec un ancien « ministère de prison » à Young Harris, spécialisé dans le travail avec des individus « en probation ou en libération conditionnelle »,. Début 2016, la police avait identifié trois suspects qui connaissaient Tammy. Ils avaient également prélevé l'ADN masculin de ses vêtements. En novembre 2016, le FBI a signalé qu'aucun des trois suspects ne correspondait à l'échantillon des vêtements de Tammy et qu'il continuait à enquêter sur de nouvelles pistes dans l'affaire. En 2020, il a été annoncé que l'ADN masculin trouvé sur les vêtements de Tammy était désormais testé dans des bases de données nationales à la recherche d'un lien familial avec le tueur.

## Dans les médias
Pendant les décennies où elle est restée non identifiée, l’affaire a retenu l’attention nationale. Elle a été présentée edans des émissions de télévision telles que America's Most Wanted,. Après sa découverte, en mai 2016, deux agences de presse de Rochester se sont associées pour produire un podcast en plusieurs parties détaillant le meurtre de Tammy et l'enquête en cours, intitulé Finding Tammy Jo. L'événement est tenu par les journalistes Veronica Volk de WXXI News et Gary Craig du Democrat and Chronicle, qui ont passé un an à co-reporter l'affaire. Ils avaient interrogé des témoins potentiels, les forces de l'ordre, ainsi que la famille et les amis de Tammy.